# Premio Cecil B. DeMille
El Premio Cecil B. DeMille en honor a la trayectoria cinematográfica se entrega anualmente desde 1952 por la asociación de críticos, Asociación de la Prensa Extranjera de Hollywood (HFPA) en la ceremonia de los premios Globo de Oro, en Hollywood, California.
Recibió su nombre en honor a Cecil B. DeMille (1881-1959), uno de los productores más exitosos de la industria del cine.

## Ganadores
Los ganadores de este premio son:
| - 1952: Cecil B. DeMille - 1953: Walt Disney - 1954: Darryl F. Zanuck - 1955: Jean Hersholt - 1956: Jack L. Warner - 1957: Mervyn LeRoy - 1958: Buddy Adler - 1959: Maurice Chevalier - 1960: Bing Crosby - 1961: Fred Astaire - 1962: Judy Garland - 1963: Bob Hope - 1964: Joseph E. Levine - 1965: James Stewart - 1966: John Wayne - 1967: Charlton Heston - 1968: Kirk Douglas - 1969: Gregory Peck - 1970: Joan Crawford | - 1971: Frank Sinatra - 1972: Alfred Hitchcock - 1973: Samuel Goldwyn - 1974: Bette Davis - 1975: Hal B. Wallis - 1976: el premio no se entregó. - 1977: Walter Mirisch - 1978: Red Skelton - 1979: Lucille Ball - 1980: Henry Fonda - 1981: Gene Kelly - 1982: Sidney Poitier - 1983: Laurence Olivier - 1984: Paul Newman - 1985: Elizabeth Taylor - 1986: Barbara Stanwyck - 1987: Anthony Quinn - 1988: Clint Eastwood - 1989: Doris Day | - 1990: Audrey Hepburn - 1991: Jack Lemmon - 1992: Robert Mitchum - 1993: Lauren Bacall - 1994: Robert Redford - 1995: Sophia Loren - 1996: Sean Connery - 1997: Dustin Hoffman - 1998: Shirley MacLaine - 1999: Jack Nicholson - 2000: Barbra Streisand - 2001: Al Pacino - 2002: Harrison Ford - 2003: Gene Hackman - 2004: Michael Douglas - 2005: Robin Williams - 2006: Anthony Hopkins - 2007: Warren Beatty - 2008: el premio no se entregó. | - 2009: Steven Spielberg - 2010: Martin Scorsese - 2011: Robert De Niro - 2012: Morgan Freeman - 2013: Jodie Foster - 2014: Woody Allen - 2015: George Clooney - 2016: Denzel Washington - 2017: Meryl Streep - 2018: Oprah Winfrey - 2019: Jeff Bridges - 2020: Tom Hanks - 2021: Jane Fonda - 2022: No se entregó - 2023: Eddie Murphy - 2024: No se entregó - 2025: Viola Davis |